# Basilisk (D'erlanger)
Basilisk è il secondo album in studio del gruppo musicale giapponese D'erlanger, pubblicato il 7 marzo 1990 dalla BMG.

## Tracce
1. Hurts – 2:23 (musica: D'erlanger, Dahlia)
2. Incarnation of Eroticism – 2:52 (testo: Kyo – musica: Cipher)
3. Crime & Punishment – 3:55 (testo: Kyo – musica: Cipher)
4. After Image – 5:30 (testo: Kyo – musica: Cipher)
5. Sad Song – 4:46 (testo: Kyo – musica: Cipher)
6. Darlin' – 4:44 (testo: Kyo – musica: Cipher)
7. Moon and the Memories – 6:28 (testo: Kyo – musica: Cipher)
8. So... – 4:11 (testo: Kyo – musica: Jimmy)
9. I Can't Live Without You – 5:35 (Cipher)
10. Bara Iro no Jinsei – 4:37 (Cipher)